# Five Hours
Five Hours is een nummer van de Amerikaanse dj Deorro uit 2014.
De oorspronkelijke versie van het nummer heet "Five Hours (Don't Hold Me Back)" en bevat vocalen van de artiest DyCy. Deorro bracht later een tweede versie van het nummer uit, getiteld "Five Hours", die instrumentaal was. Deze versie flopte in Amerika, maar werd wel in een paar Europese landen een (bescheiden) hit. In de Nederlandse Top 40 haalde het de 34e positie, en in de Vlaamse Ultratop 50 de 36e.

## Five More Hours
In 2015 bracht Deorro een derde versie van het nummer uit, getiteld Five More Hours. Deze versie bevat vocalen van de Amerikaanse R&B-zanger Chris Brown. "Five More Hours" behaalde in veel meer landen de hitlijsten dan "Five Hours", en werd in sommige landen ook een grotere hit. De Nederlandse Top 40 werd niet gehaald, maar het nummer wist wel de 34e positie te behalen in de Nederlandse Single Top 100. In de Vlaamse Ultratop 50 haalde het nummer de 13e positie.